# أنيت روبرتسون
أنيت روبرتسون (بالإنجليزية: Annette Robertson)‏ هي ممثلة بريطانية، ولدت في 1940 في إيلفورد ‏ في المملكة المتحدة.

## وصلات خارجية
- أنيت روبرتسون على موقع IMDb (الإنجليزية)
- أنيت روبرتسون على موقع قاعدة بيانات الفيلم (الإنجليزية)